# Dál nAraidi

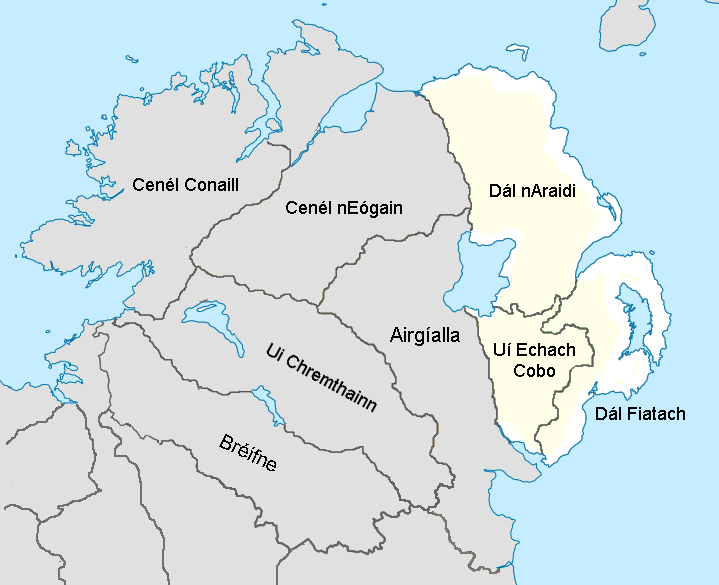
Ulaid y sus tres sub-reinos principales (resaltados en amarillo) en los siglos X-XI

Dál nAraidi (Irlandés Antiguo: [daːl naraðʲə] ; "La parte de Araide") o Dál Araide, a veces latinizado como Dalaradia o anglicanizado como Dalaray, fue un reino Cruthin, o posiblemente una confederación de tribus Cruthin ubicado en el noreste de Irlanda eb la Edad Media. Foramba parte del reino supremo de Ulaid, y sus reyes a menudo competían con los vecinos Dál Fiatach por el título de rey supremo de la provincia. En el momento de mayor extensión, los límites de Dál nAraidi coincidían aproximadamente con los del condado de Antrim, y parecían ocupar la misma área que los Robogdii de la Geografía de Ptolomeo, una región compartida con Dál Riata. Su capital se situaba en Ráth Mór en las afueras de Antrim, y se afirma que su antepasado epónimo fue Fiachu Araide .

## Territorio
El Dál nAraidi del mito se ubicaba en las costas del norte de Lough Neagh, al sur del condado de Antrim. Dál nAraidi fue uno de los sub-reinos más prominentes de Ulaid, con sus reyes compitiendo con Dál Fiatach por el reinado supremo de la provincia durante algunos siglos.
Al norte de Dál nAraidi en el condado de Antrim se encontraba Dál Riata, cuyo límite estaba marcado por el río Bush al oeste, y el límite sur iba desde Ravel Water hasta justo al norte de Glynn en la costa este de Antrim.

## Ramas

### In Tuaiscirt
A mediados del siglo VII, los Dál nAraidi de Magh Line, gobernados por la dinastía Uí Chóelbad, conquistaron Eilne (alias Mag Eilne) al noroeste y una rama de su dinastía parece haberse asentado allí.  Esta rama de los Uí Chóelbad descendía de Fiachra Cáech (m. 608), hermano de Fiachnae Lurgan, rey de Dál nAraidi y rey supremo de Ulaid.
Dungal Eilni, bisnieto de Fiachra Cáech y rey de Dál nAraidi, fue posiblemente el primero de esta rama en establecerse en Eilne, aunque fue asesinado en 681 en Dún Ceithern (hoy en día Giant's Sconce en la parroquia de Dunboe, al oeste del río Bann). Esta rama de la línea Magh Dál nAraidi finalmente se conoció como Dál nAraidi in Tuaiscirt (Dál nAraidi del norte) y Dál nAraidi Mag nEilne. La primera referencia a Dál nAraidi in Tuaiscirt se puede encontrar en los Anales de Ulster en el año 824.
Entre 646 y 792, Dál nAraidi in Tuaiscirt fueron reyes supremos de Dál nAraidi en siete ocasiones, y dos de estos reyes se convertirían en reyes supremos de Ulaid. Cathussach mac Ailello, rey de Eilne y Dál nAraidi, y que afirmó haber gobernado el reino supremo de Ulaid durante dieciséis años, fue asesinado en Ráith Beithech (Rathveagh, condado de Antrim) en 749. Eochaid mac Bressal, que murió en 832, fue el último rey conocido de los Dál nAraidi in Tuaiscirt que ostentó el reinado supremo de los Dál nAraidi. El último rey conocido de Dál nAraidi in Tuaiscirt está registrado en 883.
La iglesia (o monasterio) de Cuil Raithin a orillas del Bann se encuentra en Eilne y se dice que fue fundada por Cairbre, quien posteriormente se convirtió en su obispo. Según la Vida tripartita de San Patricio, escrita en el siglo IX, los Dál nAraidi habían cedido esta iglesia a San Patricio.
Los Airgíalla de Uí Tuirtrí, al oeste del río Bann habían estado activos al este de los In Tuaiscirt desde 776 , y en el siglo X conquistaron Eilne.
Se dice que Dál nAraidi en Tuaiscirt correspondía a las baronías posteriores de Dunluce Lower y North East Liberties de Coleraine, y parece corresponder a la trícha cét de An Tuaiscert. También se convirtió en un cantredanglo-normando llamado Twescard, que luego absorbería el cantred de Dalrede, en Dál Riata), constituyendo la combinación de ambos cantreds combinados el arciprestazgo rural de Twescard. Una subdivisión de Tuaiscirt llamada Cuil an Tuaiscirt, que significa el "rincón / esquina" de Dál nAraidi in Tuaiscirt, se ubicaba en el noroeste del pequeño reino cerca de Coleraine . Su territorio formaría la base de la posterior baronía de North East Liberties of Coleraine .

### Magh Líne
Los Dál nAraidi Magh Line, o Dál nAraidi de Moylinny (irlandés Maigh Line, que significa "llanura de Line") fue la dinastía predominante de los Dál nAraidi. Se centraba en el sur del condado de Antrim, teniendo en Ráith Mór su sede real. En el siglo X se cuentan como uno de los doce tuatha (un territorio o su gente) de Ulaid. Los Line pueden representar el nombre de un grupo de población original. También era conocido como Mocu Aridi.
En su apogeo, Magh Line abarcaba el sur del condado de Antrim y el norte del condado de Down y contenía los tuatha de Magh Line, Dál mBuinne y Dál Sailni. Más tarde se conoció como Trian Congaill, que significa el "tercio de Congal Claen" (Caech), y se convirtió en otro nombre para el territorio de Clandeboye, llamado así por los Clandeboye O'Neill que conquistaron el área a finales del siglo XIV. En el siglo X, Dál mBuinne se contaba entre los doce tuatha de Ulaid. Después de la era vikinga, Dál Sailni y su iglesia en Connor, la iglesia principal de Dál nAraidi se perdió ante la invasión de Uí Tuirtri.
La sede real de Dál nAraidi Magh Line era Ráith Mór (que significa "gran fuerte", anglicanizado como Rathmore), cerca de Lough Neagh en la parroquia civil de Donegore. Se registra por primera vez en los Anales de los Cuatro Maestros en la fecha 680 como Ratha moiré Maighe Line. Al lado de Ráith Mór se situaba Ráith Beag ("pequeño fuerte", anglicanizado como Rathbeg), y está atestiguado como el lugar donde Áed Dub mac Suibni, rey de Dál nAraidi y Ulaid, dio muerte al Rey Supremo Diarmait mac Cerbaill en 565. En el siglo XVI, Ráith Mór se hizo conocido como Ráth Mór Mag Ullin, que significa "gran fuerte de los MacQuillan", y Art mac Hugh O'Neill lo quemó hasta los cimientos en 1513, después de lo cual nunca fue restaurado.
Cráeb Telcha, generalmente vinculado a la actual Crew Hill cerca de Glenavy, era el lugar de inauguración de los reyes Dál Fiatach de Ulaid, sin embargo, parece haber sido lo mismo para Dál nAraidi antes de la contracción del siglo IX de su territorio.

### Magh Cobo (Uí Echach Cobo)
A fines del siglo VIII, la expansión de Dál Fiatach había aislado las dos ramas de los Cruithin ubicadas en Antrim y Down. Como resultado, la rama del condado de Down se consolidó en el reino de Uí Echach Cobo, con sede en Magh Cobo, "la llanura de Cobo", que fueron llamados reyes de Cuib. Según las genealogías medievales, descienden de Dál nAraidi, aunque este vínculo es tenue. Para el siglo X, Uí Echach Cobo figuraba entre los doce tuatha de Ulaid.
El territorio de Uí Echach Cobo formó la base del arciprestazgo medieval y el cantred normando de Oveh, así como la diócesis de Dromore. Su territorio fue anglicanizado más tarde como Iveagh. Su expansión del siglo XIV formó la base para la posterior baronía de Iveagh.

### Uí Erca Céin
También escrito como Uí Dercco Céin y Uí Dearca Chein, los Uí Erca Céin eran una rama de los Dál nAraidi, y según el Lebor na Cert del siglo X, uno de los doce principados menores bajo el rey de Ulaid. Parece que se establecieron cerca de Semne en Latharna, con base posiblemente en Carrickfergus, y se da una lista de reyes de Uí Erca Céin que gobernaron Latharna hasta mediados del siglo VII, aunque hay registros de reyes hasta alrededor del 900 d. C. Una rama de la familia real de Uí Erca Céin, Síl Fingín, ocupó dos veces el reinado de Dál nAraidi. A partir de 750, los Uí Erca Céin se asociaron con la iglesia de Bangor.
En algún momento desaparecen de Latharna y en el siglo XIV se hallan en el territorio de Leath Cathail en el centro del condado de Down.
Los Uí Erca Céin tenían cinco tribus vasallas, todas de diferentes orígenes: los Cenél Talain y Dál Fhocha nUchtar, que parecen haber sido también Cruthin, posiblemente refugiados expulsados de su hogar estableciéndose en "Dercco Chen". Una tradición del Cenél Talain menciona que uno de sus ancestros luchó junto a Fiacha Araide, el antepasado epónimo de Dál nAraidi; los Crothraidi, que según la tradición provendrían de Connacht, aunque emigraron a Ulaid y después del año 600 d. C. se unieron a los Uí Erca Céin; Crothraidi Buaingine, de quienes se dice provenían de Munster; y los Dál Coirb Fobair, una parte de los cuales estaban ubicados en el territorio de Dál mBuinne,  al sur de Antrimu y se afirma que descienden de un príncipe de Leinster llamado Cú Corb.

## Historia
A comienzos del período histórico en Irlanda en el siglo VI, el reino supremo de Ulaid estaba limitado en gran parte al este del río Bann en el noreste de Irlanda. Sin embargo, los Cruthin todavía ocupaban territorio al oeste de Bann en el condado de Londonderry, y su aparición puede haber ocultado el dominio de agrupaciones tribales anteriores.
En 563, según los Anales de Úlster, debido a conflictos internos entre los Cruthin, uno de sus reyes, Báetán mac Cinn hizo un trato con los Uí Néill del Norte, prometiéndoles los territorios de Ard Eólairg (península de Magilligan ) y Lee, ambos al oeste del Río Bann. Esto llevó a la batalla de Móin Daire Lothair (moderno Moneymore ) entre ellos aliados y una alianza de reyes Cruthin, que resultaron totalmente derrotados. Posteriormente, los Uí Néill del Norte asentaron a sus aliados Airgíalla en el territorio Cruthin de Eilne, entre el río Bann y el río Bush, mientras que la derrotada alianza Cruthin se consolidó dentro de la dinastía Dál nAraidi.
En 565, Áed Dub mac Suibni, rey de Dál nAraidi y Ulaid, mató al rey supremo Diarmait mac Cerbaill en Raith Bec (Rathbeg, condado de Antrim).
El rey Dál nAraidi Congal Cáech se coronó reino supremo de Ulaid en 626, dando muerte en 628 al Rey supremo, Suibne Menn de los Uí Néill. En 629, Congal llevó a Dál nAraidi a la derrota contra los mismos enemigos. En su afán por coronarse Rey Supremo de Irlanda, Congal se alió con los reinos de Dál Riata y Strathclyde, lo que llevó a la desastrosa Batalla de Moira en 637, en el actual Condado de Antrim, en la que Congal murió a manos del Gran Rey Domnall mac Áedo, de Uí Néill y dejó muy debilitados tanto a Dál nAraidi como a Dál Riata.
Los Anales de Ulster registran que en 668 tuvo lugar la batalla de Bellum Fertsi (actual Belfast) entre Ulaid y Cruthin, términos que luego se referían a Dál Fiatach y Dál nAraide respectivamente. Mientras tanto, Dál nAraidi seguía resistiendo la presión de los Uí Néill. En 681, los Dál nAraidi liderados por Dúngal Eilni de la rama In Tuasicirt, junto con sus aliados, los Cianachta Glenn Geimin del norte del condado de Londonderry liderados por Cenn Fáelad, fueron asesinados en Dún Cethirinn por Máel Dúin mac Máele Fithrich del Cenél Meic Ercae. de Cenél nEógain.
Se sospecha que una coalición de Dál nAraidi, Cianachta Glenn Geimin y Cenél Feradaig estuvo implicada en la muerte de Eochaid mac Domangairt, rey de Cenél nGabráin de la Dál Riata Escocesa en 697.
A lo largo del siglo VII, los Cruthin fueron perdiendo gradualmente sus tierras al oeste del río Bann, lo que permitió que Dál nAraidi se convirtiera en el único grupo dinástico Cruthin en el condado de Antrim.  Después de 776, los anales ya no se refieren a los Dál nAraidi como Cruthin, sino como habitantes de Ulaid, siendo llamados fir-Ulaid, los "hombres de Ulster".
En el siglo VIII, el reino de Dál Riata fue invadido por Dál nAraidi a la vez que Dál Fiatach extendió su territorio aislando Dál nAraidi de Uí Echach Cobo. A fines del siglo IX, Dál nAraidi había tomado el control de Ulaid de manos de Dál Fiatach. Sin embargo, esto solo duró hasta 972, cuando Eochaid mac Ardgail restauró el dominio de Dál Fiatach.
En 1005, Brian Boru, marchó hacia el norte para aceptar las sumisiones de los Ulaid, alcanzando la capital de Dál nAraidi, Ráith Mór, donde recibió solo las sumisiones de su rey.
A principios del siglo XII, Dál nAraidi, gobernado por los Ó Loingsigh (O'Lynch), había perdido el control de la mayor parte de Antrim ante Uí Fhloinn (O'Lynn), quedando limitados al territorio de Magh Line. Los Uí Fhloinn gobernaban el reino Airgíalla de Uí Tuirtri y eran los gobernantes también de Fir Lí, y en un proceso de infiltración gradual por parte de alianzas maritales y militares, así como la creciente presión de los invasores Cenél nEógain, trasladaron su poder al este del Bann. Finalmente, cuando llegaron a dominar Antrim, los Ua Flainn se autoproclamaron reyes de Dál nAraidi (In Tuaiscirt), Dál Riata y Fir Lí, junto con su propio Uí Tuirtri.

## Tribus y relaciones
Las tribus y ramas de Dál nAraidi incluyen, entre otros:
- Cenél Caeilbaidh[37]
- Cenél Maelche[37]
- Clann Aodha
- Clanna Conaill Chernaig[37]
- Clann Luirgine[37]
- Corcraige Chaelraidi[37]
- Corcraige Sogain[37]
- Mac Aodh
- Mag Aonghusa[38]
- Mac Artáin[39]
- Síl Ciarain[37]
- Síl Fingín[29]
- Uí Chóelbad
- Uí Coltarain
- Uí Erca Céin[29]
- Uí Fiachrach[40]
- Uí hAidith[41]
- Uí hAinbheith[42]
- Uí Labhradha[43]
- Uí Leathlobhair[44]
- Uí Loingsigh